# Герб Волі-Висоцької
Герб Волі-Висоцької — один з офіційних символів села Воля-Висоцька, Львівського району Львівської області.

## Історія
Символ затвердила сесія Воле-Висоцької сільської ради рішенням від 28 листопада 2000 року.
Автори — Андрій Гречило та Михайло Слободянюк.

## Опис (блазон)
У золотому полі на синьому перекинутому вістрі стоїть Архангел Михаїл у срібній одежі, із срібними крильми, золотим німбом, у руках тримає піднятий золотий меча та опущені золоті піхви, обабіч на золоті — по чорній блискавці.
Щит вписаний у еклектичний картуш, увінчаний золотою сільською короною.

## Зміст
Архангел є покровителем села і місцевої церкви. Блискавки символізують військові частини зв'язку, дислоковані на території Волі-Висоцької.
Золота корона з колосків вказує на статус сільського населеного пункту.